# Physoctonus amazonicus
Espèce
Physoctonus amazonicus est une espèce de scorpions de la famille des Buthidae.

## Distribution
Cette espèce est endémique du Pará au Brésil. Elle se rencontre vers Campos do Pará entre rio Xingu et rio Araguaia.

## Description
La femelle holotype mesure 28,4 mm.

## Étymologie
Son nom d'espèce lui a été donné en référence au lieu de sa découverte, l'Amazonie.

## Publication originale
- Lourenço, 2017 : « A new species of Physoctonus Mello-Leitão, 1934 from the ‘Campos formations’ of southern Amazonia (Scorpiones, Buthidae). » ZooKeys, no 711, p. 67–80 (texte intégral).